# Ajtóbehúzó

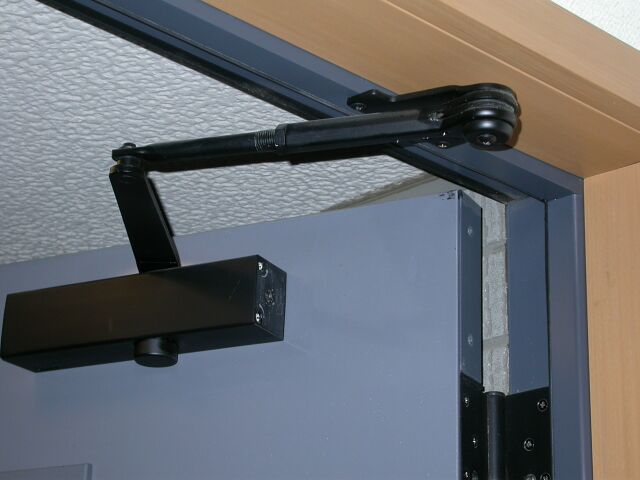
Modern ajtóbehúzó szerkezet

Az ajtóbehúzó, vagy másik elterjedt nevén ajtócsukó egy olyan önműködő mechanikus berendezés, melynek célja, hogy az ajtó a kinyitást követően automatikusan bezáródjon. Elsősorban biztonsági, energia-megtakarítási és komfort szempontok miatt használják ezt a megoldást kórházakban, irodaházakban, hivatalos és ipari létesítményekben vagy lépcsőházajtók esetében. A nyitáshoz szükséges erő és sebesség egyénileg szabályozható az ajtócsukók esetében.

## Ajtóbehúzó típusok
Az ajtóbehúzóknak több típusa is létezik kezdve a falra szerelhető ajtóbehúzóktól a rejtett ajtóbehúzókon át egészen a padló ajtócsukókig. Létezik normál karos, csúszósínes és kétszárnyú ajtókhoz sorrendszabályzott megoldás is. Az ajtóbehúzók sokféle kiegészítő funkcióval rendelkezhetnek: mechanikus kitámasztás (hold open device), elektromechanikus funkciók, késleltetett csukás (delay action) vagy kicsapódásgátlás (backcheck).
Az ajtóbehúzó kiválasztásánál elsősorban az ajtó súlya, az ajtószárny szélessége és a használat gyakorisága meghatározó. Ajtóbehúzók esetében az EN 1154-es és 1158-as szabványok az elsődleges iránymutatók.
Ajtócsukókat használnak például tűzgátló ajtókon vagy hő- és füstelvezető rendszerekben is, ahol csak minősített eszközöket lehet felszerelni.
EN 1154 szabvány: 
Az EN 1154 minősítés az ajtó mérete és súlya alapján osztályok és erőfokozatok szerint kategorizálja a felső ajtócsukókat.
1. A zárás ereje: az ajtó szélessége cm-ben meghatározza, hogy mekkora erejű ajtócsukóra van szükség.
2. Az erő leadásának hatékonysága: meghatározza, hogy mekkora erővel kell kinyitni ahhoz az ajtót, hogy visszafelé biztonságosan becsukódjon.
3. A beállítások stabilitása: garantálja, hogy magas hőmérséklet és gyakori igénybevétel mellett is megmaradnak a sebesség-beállítások.
4. Tartósság: az ajtóbehúzó stabilitása és hatékonysága, illetve a zárás ereje 500 000 teljes nyitási-csukási ciklust követően is változatlan marad.